# Thomas E. Gaddis
Thomas Eugene Gaddis (Denver, 14 settembre 1908 – Portland, 10 ottobre 1984) è stato un biografo statunitense noto per le sue opere su criminali e detenuti, tra cui la biografia dell'ergastolano Robert Stroud diventata il film con Burt Lancaster L'uomo di Alcatraz (1962).

## Biografia
Trasferitosi a Los Angeles dalla nativa Denver, vi lavorò per 12 anni come insegnante in un corso serale per adulti, prima di diventare agente di custodia. Durante i suoi sette anni da agente di custodia, s'imbatté nella vicenda di Robert Stroud (1890–1963), condannato all'ergastolo per due omicidi e poi diventato un amante dei canarini e stimato ornitologo nel corso dei suoi oltre cinquant'anni di reclusione, 43 dei quali in isolamento, nel penitenziario federale di massima sicurezza di Leavenworth ed infine ad Alcatraz.
Interessatosi alla sua sorte, Gaddis si licenziò e cominciò a lavorare a una libro che facesse conoscere al pubblico americano la storia di Stroud pur senza mai incontrarlo di persona. Pubblicata nel 1955 col titolo di Birdman of Alcatraz e diventata un best seller, la biografia rese Stroud uno dei detenuti più famosi negli Stati Uniti. La notorietà acquisita contribuì, secondo Gaddis, a farlo trasferire, all'età di quasi settant'anni, nel ben più mite ospedale giudiziario federale di Springfield. Promotore della finalità rieducativa della pena, Gaddis si fece portavoce di un "comitato per la scarcerazione di Stroud" composto soprattutto da altri ornitofili, sostenendo che egli avesse ormai pagato il suo debito con la giustizia e venisse trattenuto in prigione solamente a causa della caparbietà che gli impediva di venire incontro alle richieste del Federal Bureau of Prisons.
Nonostante le proteste e i tentativi di ostruzione del Bureau, la biografia venne opzionata ad Hollywood per farne un film: L'uomo di Alcatraz, uscito nel 1962, con Burt Lancaster nei panni di Stroud. Gaddis ne fu consulente tecnico, comparendo anche nel film interpretato da Edmond O'Brien. L'autore sperava che l'ulteriore esposizione mediatica sarebbe bastata a farlo scarcerare, ma Stroud morì l'anno seguente in prigione.
In seguito, Gaddis fu Professore di criminologia e psicologia al Reed College di Portland dal 1962 al 1965, co-dirigendone il programma di insegnamento dei Master of Arts dal 1963 al 1965. Nel 1970, firmò la biografia di un altro criminale, l'assassino seriale Carl Panzram (1892–1930), a partire dal manoscritto autobiografico che lui stesso aveva vergato nel corso della sua detenzione a Leavenworth. Per il resto della sua vita, Gaddis fu direttore di un programma mirato a offrire ai detenuti delle prigioni dell'Oregon la possibilità di frequentare corsi universitari. Morì di tumore all'addome nel 1984 all'età di 76 anni.
Nei decenni seguenti, testimonianze di ex-carcerati e altri biografi, tra cui Jolene Babyak nel suo Birdman (1994), hanno messo in discussione l'operato di Gaddis nei confronti di Stroud, sostenendo che quest'ultimo fosse rimasto fino alla morte un individuo spregiudicato e incline alla violenza (dubitando inoltre dell'efficacia dei suoi rimedi per gli uccelli), e si fosse dunque servito del biografo.

## Opere
- Birdman of Alcatraz: The Story of Robert Stroud (1955)
  -  Il morto vivente di Alcatraz, collana Detenuto, traduzione di Francesco Bianchi, n. 594, Norcia, Millefiorini, 1959.
  -  L'uomo di Alcatraz, collana La piramide, traduzione di Raffaella Lotteri, n. 79, Milano, Martello, 1965.
- Killer: A Journal of Murder[7] (1970, con James O. Long)

## Film tratti dalle sue opere
- L'uomo di Alcatraz (Birdman of Alcatraz, 1965), con Burt Lancaster nel ruolo di Robert Stroud.
- Killer - Diario di un assassino (Killer: A Journal of Murder, 1995), con James Woods nel ruolo di Carl Panzram.